# Mel Ramos
 (octobre 2018).
Si vous disposez d'ouvrages ou d'articles de référence ou si vous connaissez des sites web de qualité traitant du thème abordé ici, merci de compléter l'article en donnant les références utiles à sa vérifiabilité et en les liant à la section « Notes et références ».
Pour les articles homonymes, voir Ramos.
Melvin John Ramos, dit Mel Ramos (né le 24 juillet 1935 à Sacramento (Californie) et mort le 14 octobre 2018 à Oakland (Californie)) est un peintre américain représentant le courant du pop art.

## Biographie
Né le 24 juillet 1935 à Sacramento, Mel Ramos commence des études artistiques dans cette même ville en 1953. Il expose pour la première fois à la galerie David Stuart en 1965 et en Europe à partir de 1971. Le musée Oakland de Californie lui consacre sa première exposition rétrospective en 1977.

## Style
La peinture de Mel Ramos fait partie du pop art. Comme Roy Lichtenstein, il s'inspire, au début de sa carrière, de l'imagerie des comics américain, en peignant les effigies de Batman ou de Flash Gordon. Il aborde ensuite le thème de la pin-up, dont les figures se détachent sur des fonds représentés par des logos de marques. Vers les années soixante-dix, il détourne des classiques de l'histoire de l'art comme l'Olympia d'Édouard Manet ou l'Amour et Psyché de Jacques-Louis David.

## Œuvres
- 1967 : Hippopotamus, au Saarland Museum de Sarrebruck
- 1965 : Virnaburger, au musée Berardo de Lisbonne.

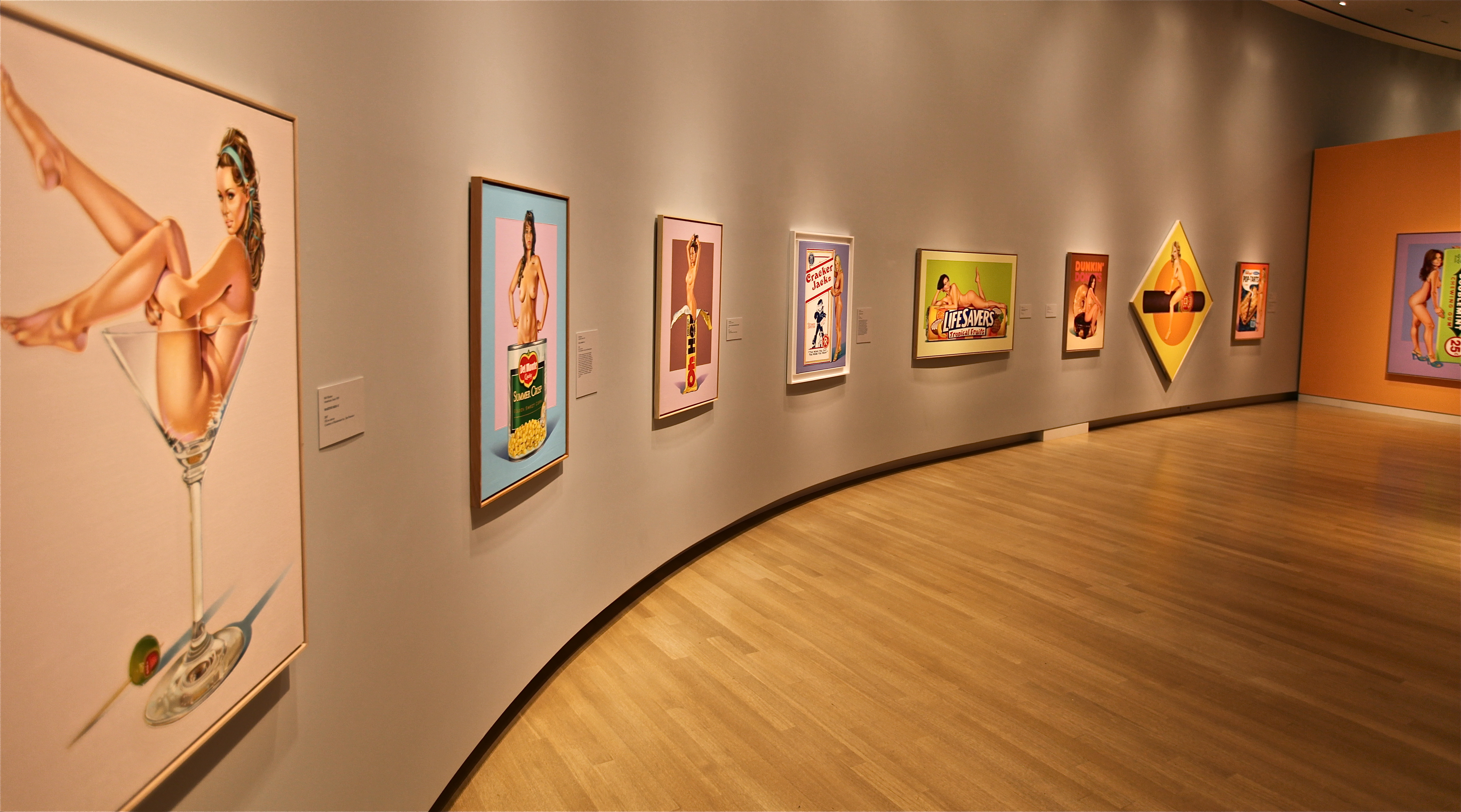
Mel Ramos – Exposition au Crocker Art Museum de Sacramento (2012).